# Mogamed Ibragimov
Mogamed Ibragimov, född den 22 juli 1974, är en makedonsk brottare som tog OS-brons i mellanviktsbrottning i fristilsklassen 2000 i Sydney. 